# Branislav Mitrović
Branislav Mitrović (in serbo Бранислав Митровић?; Novi Sad, 30 gennaio 1985) è un pallanuotista serbo, portiere del Tourcoing.

## Palmarès

### Trofei nazionali
- Campionato serbo: 3

Partizan: 2007-08, 2009, 2010
- Coppa di Serbia: 3

Partizan: 2007-08, 2008-09, 2009-10
- Coppa d'Ungheria: 1

Eger: 2015

### Trofei internazionali
- Euro Interliga: 1

Partizan: 2010
- Coppe LEN: 1

Vasas: 2022-23